# Cold Zero: Ostatni sprawiedliwy
Cold Zero: Ostatni sprawiedliwy – strategiczna gra czasu rzeczywistego stworzona przez Drago Entertainment i wydana przez JoWooD Entertainment w 2003 roku.

## Fabuła
Akcja gry toczy się w bliżej nieokreślonym, amerykańskim mieście w czasach współczesnych. Głównym bohaterem jest były policjant John McAffrey, zwolniony ze służby za nieumyślne zastrzelenie zakładnika w czasie obławy. McAffrey postanawia założyć biuro detektywistyczne, które prowadzi razem z koleżanką, Jane. Z powodu braku klientów i powiększających się długów przyjmuje ryzykowne zlecenie uwolnienia zakładnika, przetrzymywanego w pobliskiej przystani rybackiej. Po wykonaniu misji okazuje się jednak, że uwolniony przez McAffreya człowiek jest groźnym dilerem, a jego porwanie zlecił don miejscowej mafii, zdecydowany przeciwnik narkotyków. Mafia wymusza na McAffreyu współpracę i przekazuje mu do wykonania szereg niebezpiecznych misji, którymi ma odkupić swoją feralną akcję, a jednocześnie uzyskać od dona gratyfikację, która pozwoli mu wyjść z problemów finansowych. Wykonując kolejne zadania, zarówno w Stanach Zjednoczonych, jak i Rosji, na Bliskim Wschodzie, w Meksyku oraz Gwatemali, bohater odkrywa globalną intrygę, mającą na celu wprowadzenie na rynek amerykański śmiertelnie niebezpiecznego narkotyku o nazwie Cold Zero. W ostatniej misji McAffrey dociera do haciendy Martineza, gwatemalskiego gangstera produkującego Cold Zero w podziemnej fabryce, po czym zabija go i niszczy linię produkcyjną. Za zlikwidowanie międzynarodowej grupy przestępczej McAffrey zostaje przywrócony do służby w policji.

## Rozgrywka
Gracz za pomocą myszki i klawiatury steruje jednym bohaterem gry – Johnem McAffreyem. Postać jest widoczna z rzutu izometrycznego, podobnie jak w serii Commandos. Gracz może wydawać bohaterowi różne polecenia, np. poruszanie się, strzelanie, przenoszenie ciał, ukrywanie się za przeszkodami. Rozgrywkę podzielono na 15 misji, w których do wykonania jest szereg celów, takich jak uwalnianie zakładników, zdobywanie kluczowych przedmiotów, przedostanie się do silnie strzeżonego miejsca, czy przesłuchanie lub zabicie groźnego przestępcy. Do użytku gracza oddano ponad sto rodzajów broni strzeleckiej produkcji amerykańskiej, europejskiej i radzieckiej, a także granaty, noże bojowe, kij bejsbolowy, kamizelki kuloodporne, stroje maskujące, apteczki itd. Ponadto, w różnych miejscach w czasie misji oraz przy ciałach zabitych przeciwników można znaleźć różne przedmioty, takie jak zegarki, złote naszyjniki, czy karty kredytowe, które można później spieniężyć. Pomiędzy misjami bojowymi akcja gry przenosi się w okolice biura detektywistycznego McAffreya, gdzie można zaopatrzyć się w broń i amunicję w miejscowym sklepie, sprzedać niepotrzebne przedmioty w lombardzie lub spotkać się z nielegalnym handlarzem w porcie. Za wykonywanie celów misji oraz unieszkodliwianie przeciwników McAffrey otrzymuje punkty doświadczenia, które gracz może w dowolnej chwili rozdysponować, zwiększając takie umiejętności bohatera, jak siła, zdolności techniczne, kamuflaż, czy umiejętności strzeleckie.